# واتيرفورد (كاليفورنيا)
واتيرفورد (بالإنجليزية: Waterford )‏ هي إحدى مدن مقاطعة ستانيسلاوس، كاليفورنيا. تم إعطاءها لقب مدينة في 7 نوفمبر، 1969.